# Église Saint-Jean-Baptiste de Viuz
L'église Saint-Jean-Baptiste, parfois appelée église de Viuz-Faverges, est une église située dans le quartier de Viuz appartenant à la commune de Faverges-Seythenex (Haute-Savoie), en France. Elle est placée sous le patronage de saint Jean le Baptiste.
L'église actuelle de type roman de la seconde moitié du XIIe siècle, possède une crypte dans laquelle on peut observer les traces d'un bâtiment romain estimé entre les Ier – IVe siècles, ainsi que celles d'églises primitives.

## Localisation
L'église est située au hameau de Viuz, dans la partie nord de Faverges, dans la commune de Faverges-Seythenex, dans le département français de la Haute-Savoie.

## Historique
Les fouilles archéologiques ont permis de découvrir une église dédiée à saint Jean-Baptiste, datant du VIe siècle. Dans cette ancienne nécropole, ont été trouvés trente-huit corps, auxquels on peut ajouter une cinquantaine de corps également enterrés à proximité. Le bâtiment est modifié vers la fin du IXe siècle. L'église primitive semble donc remontée à cette période du VIe siècle,. L'édifice est installée sur un ancien bâtiment romain.
L'église primitive semble avoir été entièrement reconstruite au VIIIe siècle ou début IXe siècle, en maintenant le même plan et quasiment le même emplacement.
L'édifice est inscrit au titre des monuments historiques en 1926.

## Description

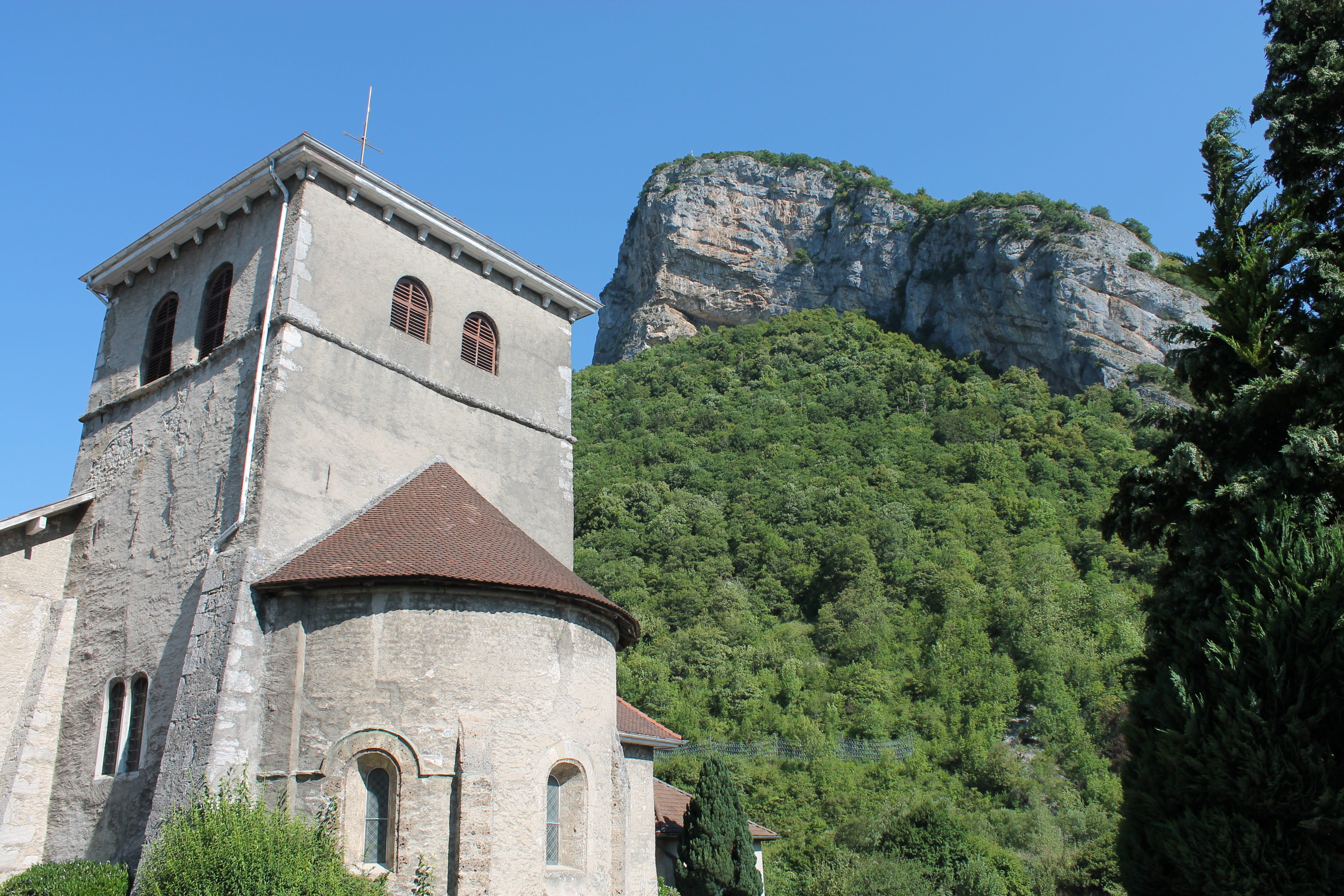

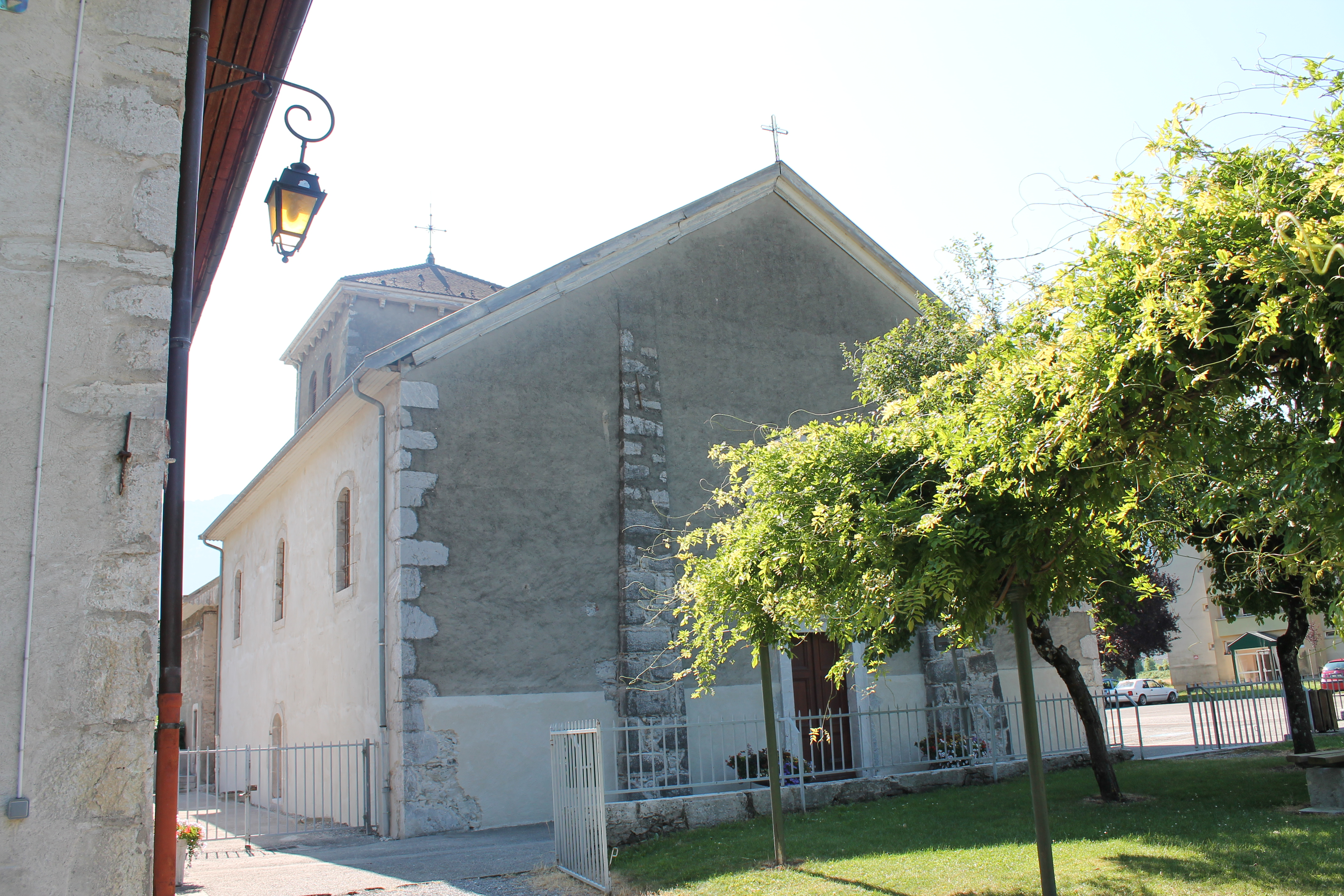

L'église possède une pierre décorée d'une croix latine gravée qui a été employé pour réaliser la base d'un l'autel. Celle-ci a été trouvée entre lors des fouilles de 1977-1978 par la Société alpine de documentation et de recherches en archéologie historique.
Le chœur date du XIIe siècle avec chapiteaux en molasse verte, il est classé Monument Historique.
Les stalles baroques en noyer datent de 1696. Les fonts baptismaux sont également baroques.
La nef néoclassique a été restaurée de 1827 à 1842.